# Batxillerat Internacional
El Batxillerat Internacional, conegut comunament amb el nom d'IB o BI, és una organització sense ànim de lucre fundada el 1968 que ofereix uns programes educatius que es cursen a col·legis de tot el món. Amb aquest sistema s'imparteixen les classes bé en castellà, en anglès o en francès, per la qual cosa els noms oficials de l'organització són en aquestes tres llengües. L'organització de la BI ofereix 3 programes: un per a educació primària, el Primary Years Programme (PYP); un altre per a educació secundària, el Middle Years Programme (MYP); i el més conegut, el d'educació preuniversitària equivalent al batxillerat, l'IB Diploma Programme (IBDP).
A Catalunya es pot obtenir la doble titulació de batxillerat i batxillerat internacional en alguns centres públics i en diversos centres privats.

## Requeriments de l'IB Diploma Programme
A l'IB es cursen 6 assignatures, a més de complir els requisits del nucli del programa: el TdC, la Monografia i les activitats de CAS. De les sis assignatures 3 s'han de cursar en nivell mitjà (NM) i 3 en nivell superior (NS) implicant una major càrrega de treball i una major exigència. Cadascuna de les assignatures es puntua amb una nota sobre 7, i els requeriments del nucli poden afegir fins a 3 punts addicionals a la puntuació total sobre 45.
D'aquestes sis assignatures cadascuna déu ser d'un dels grups com es detalla avall:
- Grup 1: Llengua A1- S'estudia la literatura de la llengua materna de l'estudiant. Se n'ofereixen moltes, inclòs el català.
- Grup 2: Segona llengua- S'estudia una segona llengua que es pot cursar en diferents nivells depenent dels coneixements previs de la llengua per part del candidat. Aquestos nivells són l'A2 (no confondre amb els nivells del Marc Europeu de Referència de llengües) per a parlants quasi-nadius; el B per a aquells que tenen uns coneixements previs mitjans de l'idioma; i el ab initio per a aquells que comencen de zero.
- Grup 3: Individus i societats- Entre altres assignatures es troben la història (en diverses variants regionals com ara bé d'estudis islàmics), la geografia, la psicologia, l'economia, gestió i administració d'empreses, filosofia...
- Grup 4: Ciències experimentals- Química, física, biologia o tecnologia del disseny
- Grup 5: Matemàtiques i ciència dels ordinadors- Una de les opcions de matemàtiques que ofereix el programa o bé informàtica
- Grup 6: Arts- Música, teatre, cine, arts visuals. Alternativament, es pot substituir una d'aquestes assignatures per qualsevol altra del grups 2 al 5.